# Gonzalo Bautista Castillo
Gonzalo Bautista Castillo (Puebla, 1 de enero de 1896 - 7 de octubre de 1952) fue un político y médico mexicano, miembro del Partido Revolucionario Institucional. Fue gobernador de Puebla entre 1941 y 1945. Fue padre de otro gobernador de dicha entidad, el también médico Gonzalo Bautista O'Farrill, y ejerció importantes cargos tanto dentro de la política local y nacional en México.
Estudió primaria en la Escuela de Ventanas y en el Colegio del Estado, donde hizo su preparatoria y comenzó la carrera de medicina, la que terminó en México. Así, se recibió como Médico por la hoy Universidad Nacional Autónoma de México.
Entre los cargos más importantes que ocupó se cuentan la diputación y senaduría al Congreso de la Unión y presidente municipal de la ciudad de Puebla. Posteriormente, ocupó la gubernatura del Estado. También fue Presidente del Poder Legislativo Poblano.
Fue miembro del PRI desde su fundación como Partido Nacional Revolucionario en 1929, autor de varios libros y un importante personaje de su entidad natal. Falleció el 7 de octubre de 1952, pero ha sido uno de los gobernadores más respetados por su intachable labor administrativa y política así como por haber ejercido una labor en favor del ordenamiento y desarrollo de Puebla.

## Actividades sociales
- Creador de la Caja de Ahorros de Empleados Públicos.[2]
- Impulsor para la creación del Barrio del Artista en el centro histórico de la Ciudad de Puebla.

## Libros publicados
- Los problemas del Estado de Puebla (editado por el Gobierno del Estado).
- El último caudillo.
- La angustia del poder (editado por el Gobierno del Estado).

## Cargos dentro del Partido Revolucionario Institucional
- Miembro del Consejo Político Estatal del Partido Revolucionario Institucional.
- Miembro del Consejo Político Nacional del Partido Revolucionario Institucional.

## Cargos legislativos
- Diputado a la XXV Legislatura del Honorable Congreso del Estado de Puebla (1921-1923) por el 2° Distrito con cabecera en la ciudad de Puebla de Zaragoza y Presidente de la referida Legislatura.[3]
- Diputado a la XXX Legislatura del Honorable Congreso de la Unión (1922-1924).
- Diputado a la XXXI Legislatura del Honorable Congreso de la Unión (1924-1926).
- Diputado a la XXXII Legislatura del Honorable Congreso de la Unión (1926-1928).
- Diputado a la XXXIII Legislatura del Honorable Congreso de la Unión (1928-1930).
- Diputado a la XXXIV Legislatura del Honorable Congreso de la Unión (1930-1932).
- Diputado a la XXXV Legislatura del Honorable Congreso de la Unión (1932-1934).
- Senador a las XXXVI y XXXVII Legislaturas del Honorable Congreso de la Unión (1934-1937 y 1937-1940).[4]

## Cargos en la administración pública local
- Presidente Interino del Municipio de Puebla (1925).
- Gobernador Constitucional del Estado de Puebla para el período comprendido del 1 de febrero de 1941 al 31 de enero de 1945).[5]